# Визнання Ходжалінського геноциду
Визнання Ходжалінського геноциду (азерб. Xocalı soyqırımının tanınması) — загальна назва процесу визнання Ходжалінського геноциду. У цей час Ходжалінський геноцид визнали як різанину на повному та парламентському рівні 9 країн та 21 штат США. 

## Визнання у міжнародному світі
У цей час даний процес визнаний як один із основних напрямів зовнішньої політики Азербайджану. Постійно проводилась робота у напрямі освітлення Ходжалінських реалій, розповсюдження у міжнародному світі, а також об’єктивної оцінки цього геноциду. 
Фотовиставка та виставка дитячих малюнків під назвою «Жертви насильства», що була проведена 26 лютого 2007 року в Брюсселі за ініціативою Фонду Гейдара Алієва також є продовженням роботи освітлення цих реалій у міжнародному світі. Фонд з метою освітлення реалій геноциду 19-26 лютого 2007 року у місті Стамбулі та 25 областях Туреччини провів ряд заходів у межах програми під назвою «Тиждень Ходжали». Крім цього наукова конференція «Ходжалінський геноцид та реалії подій 1915 року», що була проведена 14 лютого 2008 року у Берліні, була дуже значимою у напрямі визнання Ходжалінської трагедії у міжнародному світі. 

### Країни та організації, що визнали на повному рівні трагедію як різанину
- Азербайджан[1]
- 2012: 
  -  Пакистан. У 2012 році Комітет Зовнішніх Зв’язків Пакистанського Сенату прийняв резолюцію, де критикує Геноцид проти мирного населення у місті Ходжали.[2][3]
  - Організація Ісламського Співробітництва[4]
- 2014:  Судан[5]

### Країни та організації, що визнали на парламентському рівні трагедію як різанину
- 2012: 
  -  Мексика. В резолюції Мексиканського Сенату, яка була прийнята 2 лютого 2012 року, трагедія, що відбулася 25-26 лютого 1992 року у місті Ходжали Нагорного Карабаху, була названа геноцидом.[6][7]
  -  Колумбія. 24 квітня 2012 року Колумбійський парламент у результаті одноголосного голосування 102 депутатів офіційно визнав Ходжалінський геноцид.[8][9][10]
- 2013: 
  -  Чехія. 19 лютого 2013 року Чеський парламент офіційно визнав Ходжалінський геноцид.[11]
  -  Боснія і Герцеговина. 26 лютого 2013 року парламент Боснії та Герцеговини офіційно визнав Ходжалінський геноцид.[12][13]
  -  Перу . 14 червня 2013 року парламент Перу офіційно визнав Ходжалінський геноцид.
- 2014:  Гондурас. 17 січня 2014 року парламент Гондурасу прийняв резолюцію № 303-2013, який визнав Ходжалінський геноцид.
- 2016:  Йорданія Парламент Йорданії офіційно визнав Ходжалінський геноцид.[14]
- 2017:  Джибуті На пленарному засіданні Національна Асамблея (парламент) Республіки Джибуті абсолютною більшістю голосів прийняла резолюцію щодо Ходжалінського геноциду.[15]

### Штати США, що визнали трагедію як різанину

Карта штатів США, що офіційно вшанували пам'ять жертв Ходжалинської розправи

3 25 січня 2013 року азербайджанці, що проживають в Америці, з метою визнання Ходжалінського геноциду, вшанування пам’яті жертв цього геноциду та прийняття декларації президентом США на вебсайті Білого Дому у розділі «Ми – народ» розмістили петицію. У короткий період петицію підписали більш 100 тисяч людей із різних країн світу.
У цей час 21 штат США прийняв документ у зв’язку з Ходжали. 
- 25 лютого 2010 року палата представників штату Массачусетс прийняла резолюцію про визнання факту Ходжалінського геноциду.[17][18]
- У 2011 році американський штат Техас офіційно визнав Ходжалінський геноцид.[19][20]
- У 2011 році американський штат Нью-Джерсі офіційно визнав Ходжалінський геноцид.[21][22]
- 28 лютого 2012 року штат Джорджія офіційно визнав Ходжалінський геноцид.[23][24]
- 23 березня 2012 року штат Мен офіційно визнав Ходжалінський геноцид.[25]
- 28 січня 2013 року штат Нью-Мексико офіційно визнав Ходжалінський геноцид.[26][27]
- 08 лютого 2013 року штат Арканзас офіційно визнав Ходжалінський геноцид.[28][29]
- 25 лютого 2013 року штат Міссісіпі офіційно визнав Ходжалінський геноцид.
- 04 березня 2013 року штат Оклахома офіційно визнав Ходжалінський геноцид.[30][31]
- 18 березня 2013 року штат Теннессі офіційно визнав Ходжалінський геноцид.[32]
- 18 березня 2013 року штат Пенсильванія офіційно визнав Ходжалінський геноцид.[33]
- 03 квітня 2013 року штат Західна Вірджинія офіційно визнав Ходжалінський геноцид.[34]
- 03 квітня 2013 року штат Коннектикут офіційно визнав Ходжалінський геноцид.[35]
- 21 серпня 2013 року штат Флорида офіційно визнав Ходжалінський геноцид.[36]
- 03 березня 2014 року штат Індіана офіційно визнав Ходжалінський геноцид.[37]
- 03 березня 2015 року штат Аризона офіційно визнав Ходжалінський геноцид.[38]
- 03 березня 2015 року штат Юта офіційно визнав Ходжалінський геноцид.[39]
- У 2016 році губернатор американського штату Небраска Піт Рікетс (Pete Ricketts) підписав декларацію та оголосив 26 лютого «Днем пам’яті Ходжали» в усьому штаті Небраска.[40][41].
- У 2016 році у зв'язку з 24-ою річницею Ходжалінської трагедії губернатор американського штату Гаваї Девід Іге (David Ige) підписав спеціальну декларацію про визнання цієї трагедії.[42]
- У 2016 році у зв'язку з річницею Ходжалінського геноциду губернатор американського штату Монтана Стів Буллок (Steve Bullock) підписав офіційну декларацію та закликав мешканців Монтани визнати та вшанувати 26 лютого як «День пам'яті Ходжали». У цій декларації Ходжалінський геноцид засуджувався як один із жахів війни.[43]
- У 2016 році американський штат Айдахо офіційно визнав Ходжалінський геноцид.[44]

## Відношення в іноземних країнах до геноциду
У 2014 році гравці ФК Атлетико Мадрид Іспанії на зустрічах з командами ФК Осасуна та Реал Мадрид у зв'язку з річницею Ходжалінського геноциду наділи чорні браслети та нагрудні траурні стрічки.  Провідний гравець клубу Арда Туран вшанував пам'ять жертв трагедії та виступив з фразою «Ділимся біллю азербайджанського народу». У цьому році у межах гри групової стадії на зустрічі команди ФК Трактор Сазі міста Тебризу та клубу «Ал-Іттіхад» міста Джидда був вшанований Ходжалінський геноцид.

## Музичні твори, які присвячені Ходжалінській трагедії
| İl   | Musiqi əsəri           | Sənətçi                   | Qeydlər      |
| ---- | ---------------------- | ------------------------- | ------------ |
| 1998 | Ходжали                | Наріман Мамедов           | Симфонія № 7 |
| 1999 | Ходжалінська колискова | Ельнара Дадашева          |              |
| 2010 | Justice for Khojaly    | Дяйірман та Toni Blackman |              |
| 2011 | Ходжалінська симфонія  | Нуренгіз Гун              |              |
| 2012 | Реквієм Ходжали        | Олександр Чайковський     | Симфонія     |
| 2013 | Khojaly 613            | Pyer Tilloy               | Симфонія     |
| 2014 | Ходжали                | Гараган                   | [ 50 ]       |
| 2015 | Broken Dreams          | Нігяр Джамал              | [ 51 ]       |

## Художні твори, які присвячені Ходжалінській трагедії
| İl   | Əsər                                                                | Ölkə        | Müəllif                   | Qeydlər |
| ---- | ------------------------------------------------------------------- | ----------- | ------------------------- | ------- |
| 2016 | Ходжалінський свідок воєнного злочину. Вірменія у кріслі обвинувача | Азербайджан | Фіона Махлахлан, Іан Перт | [ 52 ]  |
| 2016 | Поклик Ходжали                                                      | Азербайджан | Нізамі Мамедзаде          | [ 53 ]  |
| 2016 | Murder in the Mountains                                             | США         | Рауль Контерас            | [ 54 ]  |

## Фільмографія

### Азербайджанфільм
1. Крик (фільм, 1993)
2. 2Поклик (фільм, 1993)
3. Караван (фільм, 1995)
4. Ходжалінський геноцид (фільм, 2005)
5. Ми звернемся (фільм, 2007)
6. Час збирати каміння (фільм, 2007) – телеспектакль
7. Ходжалінська різанина (фільм, 2008)
8. Час Ходжали (фільм, 2010)
9. Червоний сніг Ходжали (фільм, 2011)
10. Там, де згасло сонце (фільм, 2012)
11. Ходжа (фільм, 2012)
12. Останній лютий у Ходжали (фільм, 2012)
13. Ходжали чекає нас (фільм, 2012) – телеспектакль
14. Місто – шехід (фільм, 2012) – телеспектакль
15. Ходжали його очами (фільм, 2013)
16. Я – Ходжали (фільм, 2013)
17. Казка про одно село. Ходжали (фільм)
18. Ходжалінська різанина. «Кінець!...» (фільм)

### Вірменфільм
1. Між голодом та вогнем. Влада ціною життя (фільм, 2012)

### Литовські фільми
1. Нескінчений коридор (фільм, 2012)[55]

## Пам’ятки
| Малюнок | Рік                  | Пам’ятник                 | Країна                         | Скульптор                                                 | Замітки |
| ------- | -------------------- | ------------------------- | ------------------------------ | --------------------------------------------------------- | --- |
|         | 24 лютого 2008 року  | Пам’ятник Ходжали         | Гаага, Голландія               |                                                           | Перший пам’ятник Ходжалінському геноциду в Європі та Голландії. |
|         | 26 лютого 2008 року  | Крик матері               | Баку, Азербайджан              | Аслан Рустамов Махмуд Рустамов Теймур Рустамов            | У 2011 році постамент пам’ятника Матері був піднятий на 3 метри та знову споруджений із чорного граніту. |
|         | 30 травня 2011 року  | Пам’ятник Ходжали         | Берлін, Німеччина              | Акіф Аскеров Салхаб Мамедов Алі Ібадуллаєв Ібрагім Ахрані | Перший пам’ятник Ходжалінському геноциду у Німеччині . |
|         | 24 лютого 2012 року  | Ходжали                   | Сараєво, Боснія та Герцеговина | Натіг Алієв                                               | Перший пам’ятник Ходжалінському геноциду в Боснії та Герцеговині. |
|         | 23 серпня 2012 року  | Ходжали                   | Мехіко, Мексика                |                                                           | Перший пам’ятник Ходжалінському геноциду в Мексиці. Пам’ятник знаходиться на площі Тлакскоаке-Ходжали. |
|         | 28 березня 2014 року | Пам’ятник шехідам Ходжали | Анкара, Туреччина              |                                                           | Перший пам’ятник Ходжалінському геноциду в Туреччині. Пам’ятник знаходиться в парку Пам’яті Ходжалінському геноциду. У парку також є Музей Ходжали. |
|         | 22 квітня 2015 року  | Пам’ятник шехідам Ходжали | Ізміт, Туреччина               |                                                           | Загальна висота пам’ятника, що знаходиться у кварталі Єнішехер в Ізміті, становить 2,5 метри. На колонах, що підвищуються до небес, є коротка інформація про Ходжалінський геноцид, зображені символи дружби Азербайджану та Туреччини. Крім цього, на дошках пам’ятнику вибиті імена 613 людей, які загибли в Ходжали. |
|         | 27 лютого 2016 року  | Пам’ятник шехідам Ходжали | Ізмір, Туреччина               |                                                           | ХПам’ятник жертвам Ходжалінського геноциду був споруджений за фінансової підтримки Борновського муніципалітету Ізміру та за допомогою активіста НУО Мулазіма Карделена Паші. |
|         |                      | Пам’ятник шехідам Ходжали | Сакарья, Туреччина             |                                                           | [ 66 ] |